# Nacionálně činná strana
Nacionálně činná strana (alternativní překlad: Strana Nacionalistický ruch) je turecká krajně pravicová nacionalistická politická strana a třetí největší politická strana v Turecku. Vzhledem k její provázanosti na uskupení Šedých vlků je někdy označována jako neofašistická.